# Footjob

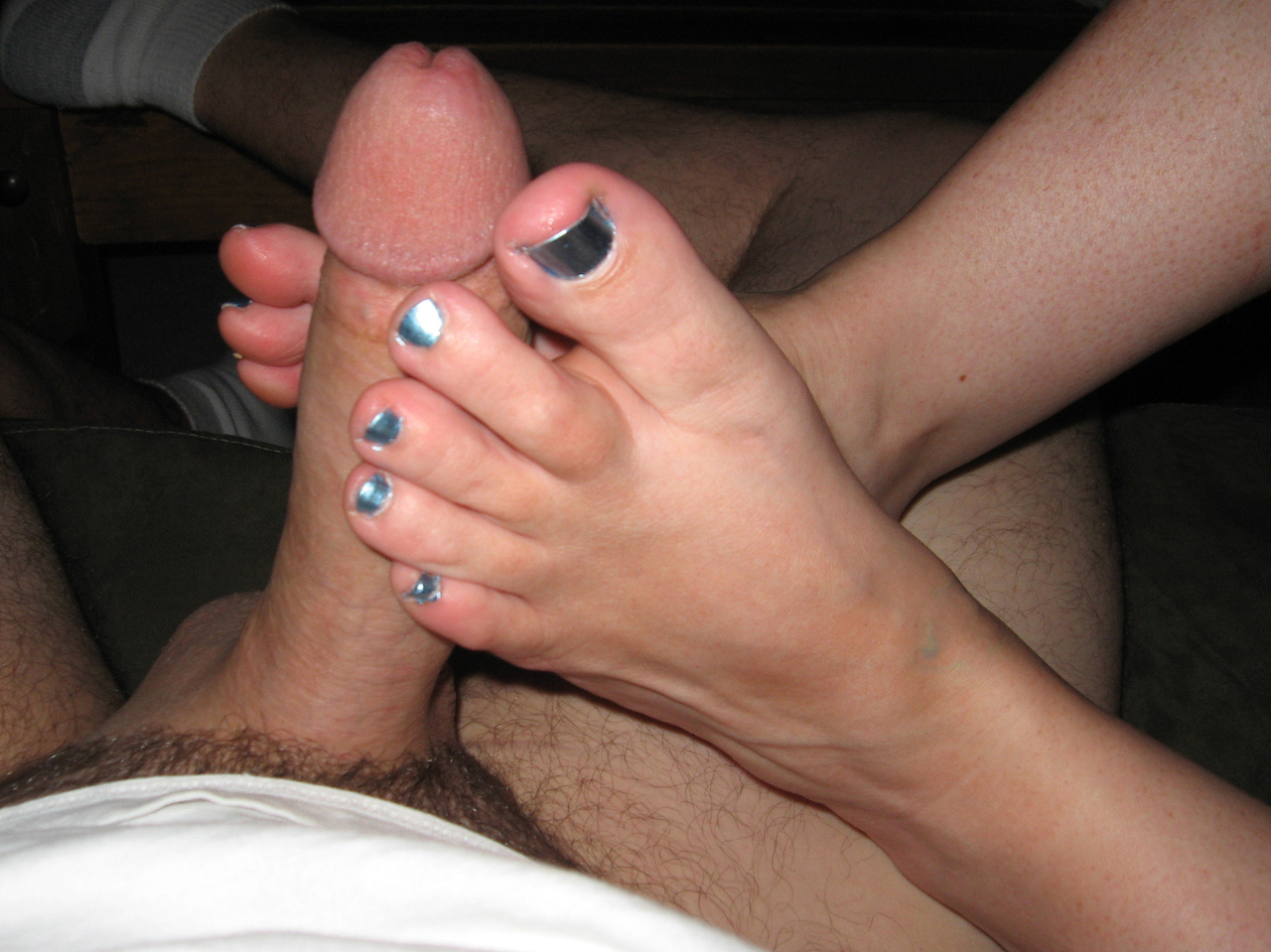
Penis omsluten av en kvinnas fötter.

Footjob är ett engelskt slanguttryck för icke-penetrativ sexuell aktivitet där foten är involverad och som gnids på partnerns kropp i syfte att nå sexuell njutning, stimulering eller orgasm. Footjobs är ofta anknuten till akten då mannens penis gnids, där en partners fot eller tår används för att smeka den andra partnerns erogena zoner. Termen footjob kan också hänföras till akten då en fot eller tå smeker den kvinnliga partnerns bröst eller vulva.